# Projekt 20380
Projekt 20380 (jinak též třída Stěreguščij) je třída víceúčelových korvet ruského námořnictva. Třída tvoří, společně s fregatami Projektů 22350 a 11356, jádro programu obnovy ruské floty. Hlavním posláním korvet této třídy je pobřežní hlídkování, ničení ponorek a obrana konvojů. Napadat mohou hladinové, vzdušné a pozemní cíle i ponorky. Na prototypovou jednotku navázaly vylepšené korvety se zdokonalenou protiletadlovou výzbrojí. Některé prameny je označují jako Projekt 20381, ale oficiálně jde stále o projekt 20380. Dalším vývojem korvet vznikla výrazněji upravená zvětšená varianta Projekt 20385 (jinak též třída Gremjaščij). Dle odhadů by pro ruské námořnictvo mělo být postaveno 20 korvet této třídy. Do roku 2020 bylo objednáno 18 jednotek základního modelu projekt 20380 a čtyři jednotky projektu 20385. Do roku 2020 bylo do služby přijato sedm korvet této třídy.
Exportní varianta nese označení Projekt 20382 Tigr, přičemž první dva exempláře v červnu 2011 objednalo Alžírské námořnictvo.
Jedná se o první nové sériově stavěné válečné lodě vyvinuté pro ruské námořnictvo od skončení studené války (doposud si vystačilo s dostavbou lodí převážně rozestavěných ještě v 80. letech), první ruské univerzální korvety, první ruské válečné lodě s širokou aplikací stealth technologií a rovněž první ruské (i sovětské) korvety vybavené palubním vrtulníkem.

## Stavba

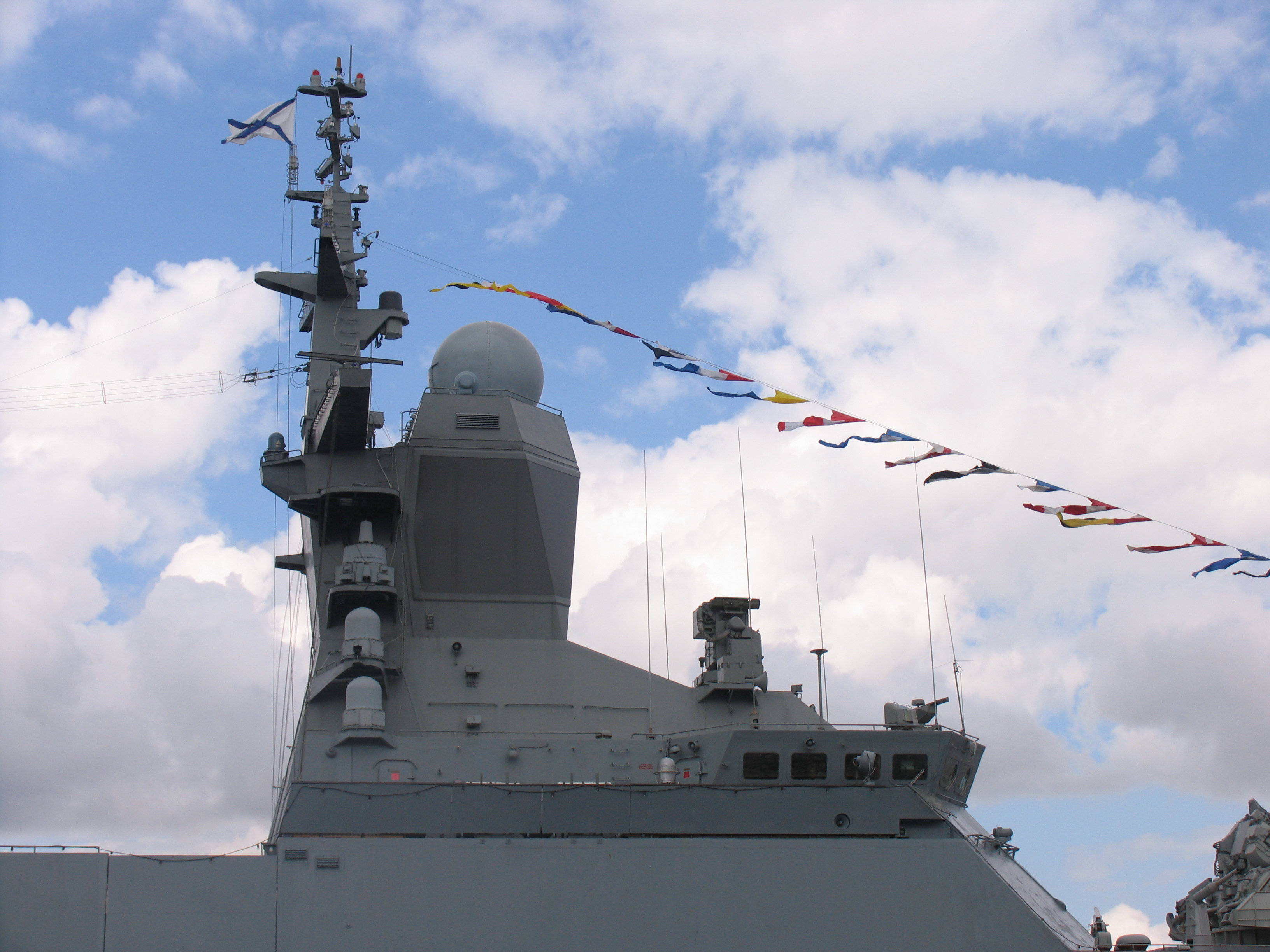
Detail hlavní nástavby v můstkem. V kulovém pouzdru je 3D radar Furke-2, pod ním je radom systému Monument-A

Od poloviny 80. let zvažovalo sovětské námořnictvo různé varianty náhrady dosavadních tříd protiponorkových a úderných korvet. Původně měly protiponorkové lodě nahradit plavidla Projektu 11661 Gepard (nyní stavěny pro Kaspickou flotilu a pro export) a úderná plavidla nerealizovaného Projektu 12440 Grom. Nedostatek finančních prostředků vedl k tomu, že bylo brzy upřednostněno nahrazení obou kategorií jediným typem větších univerzálních fregat Projektu 12441. První jednotka sice byla rozestavěna, mezitím se však změnila ruská námořní doktrína a bylo rozhodnuto provést obnovu flotily pomocí většího počtu korvet pro pobřežní operace, doplněných menším počtem fregat pro oceánské operace (vybrány byly fregaty Projektu 22350, protože se však jejich vývoj opozdil, doplní je ve službě několik fregat Projektu 11356).
Ve výběrovém řízení na korvety, které by nahradily plavidla Projektů 1124, 1234, 133 a 1135, v roce 2001 zvítězila konstrukční kancelář CMKB Almaz, která korvety staví v loděnici Severnaya Verf v Petrohradu (pouze korvety určené pro Kaspickou flotilu se staví v Zelenodolsku). Stavba prototypové jednotky Projektu 20380, která dostala tradiční jméno Stěreguščij, byla zahájena v roce 2001. Toto plavidlo mělo protiletadlovou obranu provizorně řešenou instalací hybridního systému bodové obrany. Následujících sériové korvety Projektu 20380 (dle některých pramenů 20381) se liší právě především složením protiletadlové výzbroje. V září 2020 bylo na veletrhu Armija-2020 objednáno dalších osm jednotek projektu 20380. Celkový počet korvet této verze objednaných pro ruské námořnictvo se tím zvýšil na 18 kusů.
Další modernizací celé konstrukce je Projekt 20385, jehož stavba byla zahájena roku 2012 v podobě korvety Gremjaščij, přičemž roku 2013 začaly práce na její sesterské lodi Provornyj. Ta se liší především prodlouženým trupem a zesílenou výzbrojí. Verze projekt 20385 byla kritizována kvůli vysoké ceně a příliš silné výzbroji. Největší potíže ale patrně způsobilo užití západních dieselových motorů MTU, jejichž dodávky byly přerušeny kvůli sankcím uvaleným na Rusko v souvislosti s konfliktem na Ukrajině. Diesely MTU musely být nahrazeny ruskými DDA12000. Prototypová korveta Gremjaščij zahájila zkoušky v prosinci 2019. V září 2020 byly na veletrhu Armija-2020 objednány další dvě jednotky projektu 20385.
Dne 17. prosince 2021 byla rozestavěná korveta Provornyj vážně poškozena požárem, který zcela zničil nástavby. Původně měla být dokončena roku 2022, ale dle odhadů by opravy trvaly přibližně do roku 2026.
Jednotky této třídy:
| Jméno                                       | Uživatel             | Verze              | Loděnice       | Založení kýlu      | Spuštěna          | Vstup do služby   | Status                                         |
| ------------------------------------------- | -------------------- | ------------------ | -------------- | ------------------ | ----------------- | ----------------- | ---------------------------------------------- |
| Stěreguščij                                 | Ruské námořnictvo    | Projekt 20380      | Severnaja Verf | 21. prosince 2001  | 16. května 2006   | 28. února 2008    | Aktivní                                        |
| Soobrazitělnyj                              | Ruské námořnictvo    | Projekt 20380      | Severnaja Verf | 20. května 2003    | 31. března 2010   | 31. července 2011 | Aktivní                                        |
| Bojkij                                      | Ruské námořnictvo    | Projekt 20380      | Severnaja Verf | 27. května 2005    | 15. dubna 2011    | 16. května 2013   | Aktivní                                        |
| Stojkij                                     | Ruské námořnictvo    | Projekt 20380      | Severnaja Verf | 10. listopadu 2006 | květen 2012       | 18. července 2014 | Aktivní                                        |
| Merkurij                                    | Ruské námořnictvo    | Projekt 20380      | Severnaja Verf | 20. února 2015     | 12. března 2020   | 13. května 2023   | Do říjen 2021 Retivyj, aktivní                 |
| Strogij                                     | Ruské námořnictvo    | Projekt 20380      | Severnaja Verf | 20. února 2015     |                   |                   | Ve stavbě                                      |
| Soveršennyj                                 | Ruské námořnictvo    | Projekt 20380      | Amurskij SSZ   | 30. června 2006    | červenec 2015     | 20. července 2017 | Aktivní                                        |
| Gromkij                                     | Ruské námořnictvo    | Projekt 20380      | Amurskij SSZ   | 20. dubna 2012     | 28. července 2017 | 25. prosince 2018 | Aktivní                                        |
| Geroj Rossijskoj federacii Aldar Cyděnžapov | Ruské námořnictvo    | Projekt 20380      | Amurskij SSZ   | 22. července 2015  | 12. září 2019     | 25. prosince 2020 | Aktivní                                        |
| Rezkij                                      | Ruské námořnictvo    | Projekt 20380      | Amurskij SSZ   | červenec 2016      | 1. července 2021  | 14. září 2023     | Aktivní                                        |
| Grozný                                      | Ruské námořnictvo    | Projekt 20380      | Amurskij SSZ   | 23. srpna 2021     |                   |                   | Ve stavbě                                      |
| Bravyj                                      | Ruské námořnictvo    | Projekt 20380      | Amurskij SSZ   | 29. září 2021      |                   |                   | Ve stavbě                                      |
| Gremjaščij                                  | Ruské námořnictvo    | Projekt 20385      | Severnaja Verf | 1. února 2012      | 30. června 2017   | 29. prosince 2020 | Aktivní                                        |
| Provornyj                                   | Ruské námořnictvo    | Projekt 20385      | Severnaja Verf | červenec 2013      | 18. června 2024   |                   | Ve stavbě, 17. prosince 2021 poškozena požárem |
| Bujnyj                                      | Ruské námořnictvo    | Projekt 20385      | Amurskij SSZ   | 23. srpna 2021     |                   |                   | Ve stavbě                                      |
| Razumnyj                                    | Ruské námořnictvo    | Projekt 20385      | Amurskij SSZ   | 12. června 2022    |                   |                   | Ve stavbě                                      |
| Bystryj                                     | Ruské námořnictvo    | Projekt 20385      | Amurskij SSZ   | 1. července 2022   |                   |                   | Ve stavbě                                      |
| Retivyj                                     | Ruské námořnictvo    | Projekt 20385      | Amurskij SSZ   | 9. června 2023     |                   |                   | Ve stavbě                                      |
|                                             | Alžírské námořnictvo | Projekt 20382 Tigr | Severnaja Verf |                    |                   |                   | Ve stavbě                                      |
|                                             | Alžírské námořnictvo | Projekt 20382 Tigr | Severnaja Verf |                    |                   |                   | Ve stavbě                                      |

## Konstrukce (Projekt 20380)

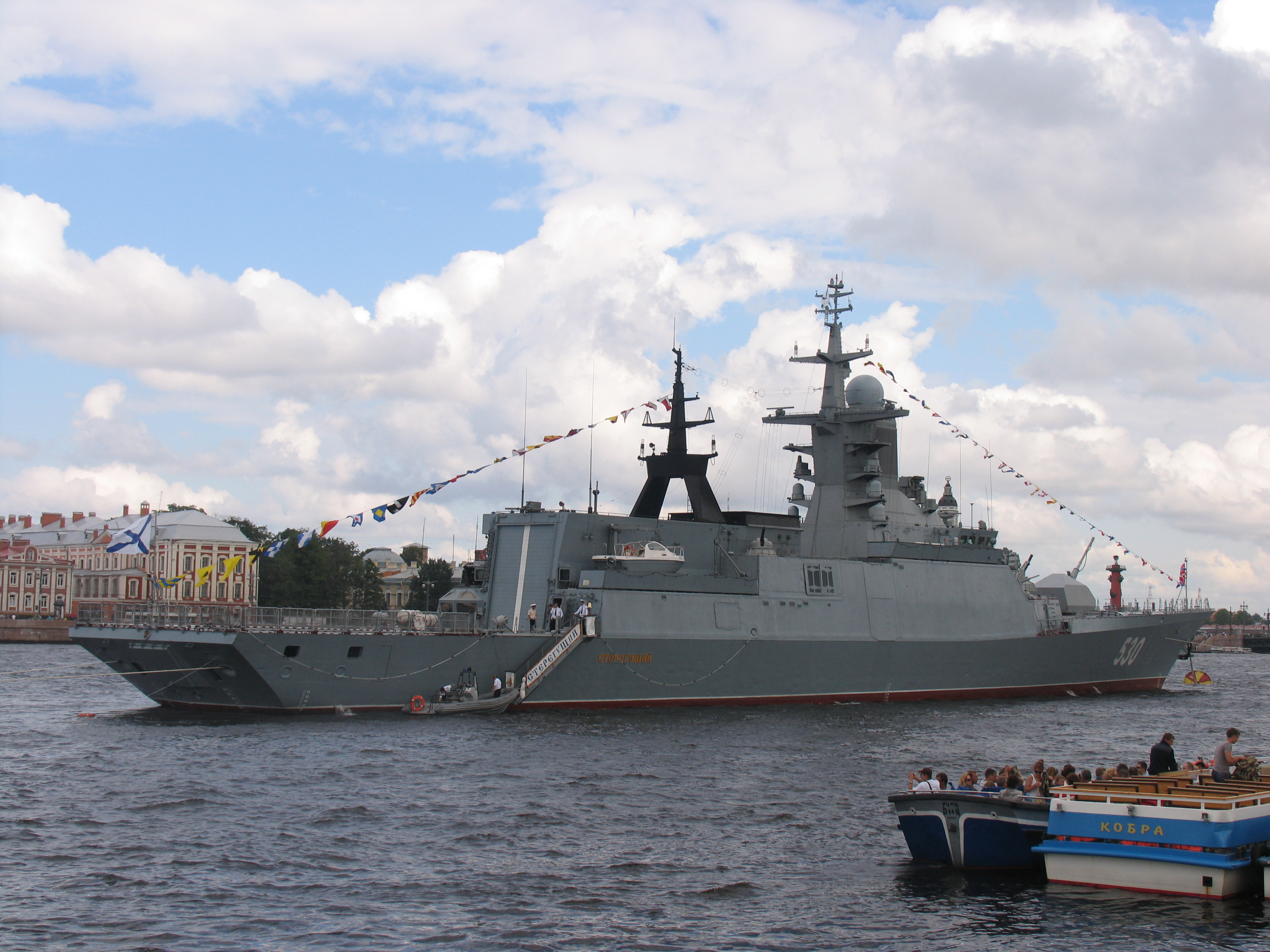
Korveta Stěreguščij zezadu

### Trup
Plavidla mají modulární konstrukci, v níž jsou široce uplatněna opatření na redukci radiolokační odrazové plochy plavidel (viz stealth). Povrch nástaveb a stožárů je tvořen velkými rovinnými plochami odkloněnými od kolmice a velká část trupu je navíc pokryta materiálem pohlcujícím radarové vlny. Korvety mají tradičně ocelový trup, nástavby jsou z velké části kompozitové (především se jedná o třívrstvý sendvič s pěnovým jádrem a vnějšími vrstvami z polyesterového sklolaminátu). Ušetřená hmotnost je využita pro lepší elektroniku a výzbroj. Použití kompozitů rovněž snižuje magnetickou signaturu plavidel.
Trup je rozdělen do devíti vodotěsných oddělení, přičemž v boji mohou být zatopeny dvě z nich. Charakteristická je pro tato plavidla jejich široce vykrojená tzv. atlantická příď a principiálně nové tvarování podhladinové části trupu, které snižuje jeho hydrodynamický odpor. Pod přídí je umístěna rozměrná hruška sonaru, díky které má korveta ponor plných 7,95 metru. Nautické vlastnosti zlepšuje pár aktivních ploutvových stabilizátorů a pevné stabilizační kýly.

### Elektronika
Na vrcholu integrovaného stožáru je, v kulovém pouzdru, umístěn 3D radar Furke-2 s dosahem 150 km. Pod ním umístěn systém Monument-A sloužící k navádění protilodních střel, detekci hladinových cílů a radiotechnický průzkum. K řízení palby kanónů slouží systém 5P10 Puma-02 a na palubě jsou též tři navigační radary. V příďové hrušce je sonar Zarja-2 a dvě antény sonaru Paket-A, využívaného systémem Paket-NK (viz výzbroj). Ze zádě korvety je spouštěn vlečný sonar Minotaur-M. Palubní bojový řídící systém je typu Sigma 20380.

### Výzbroj

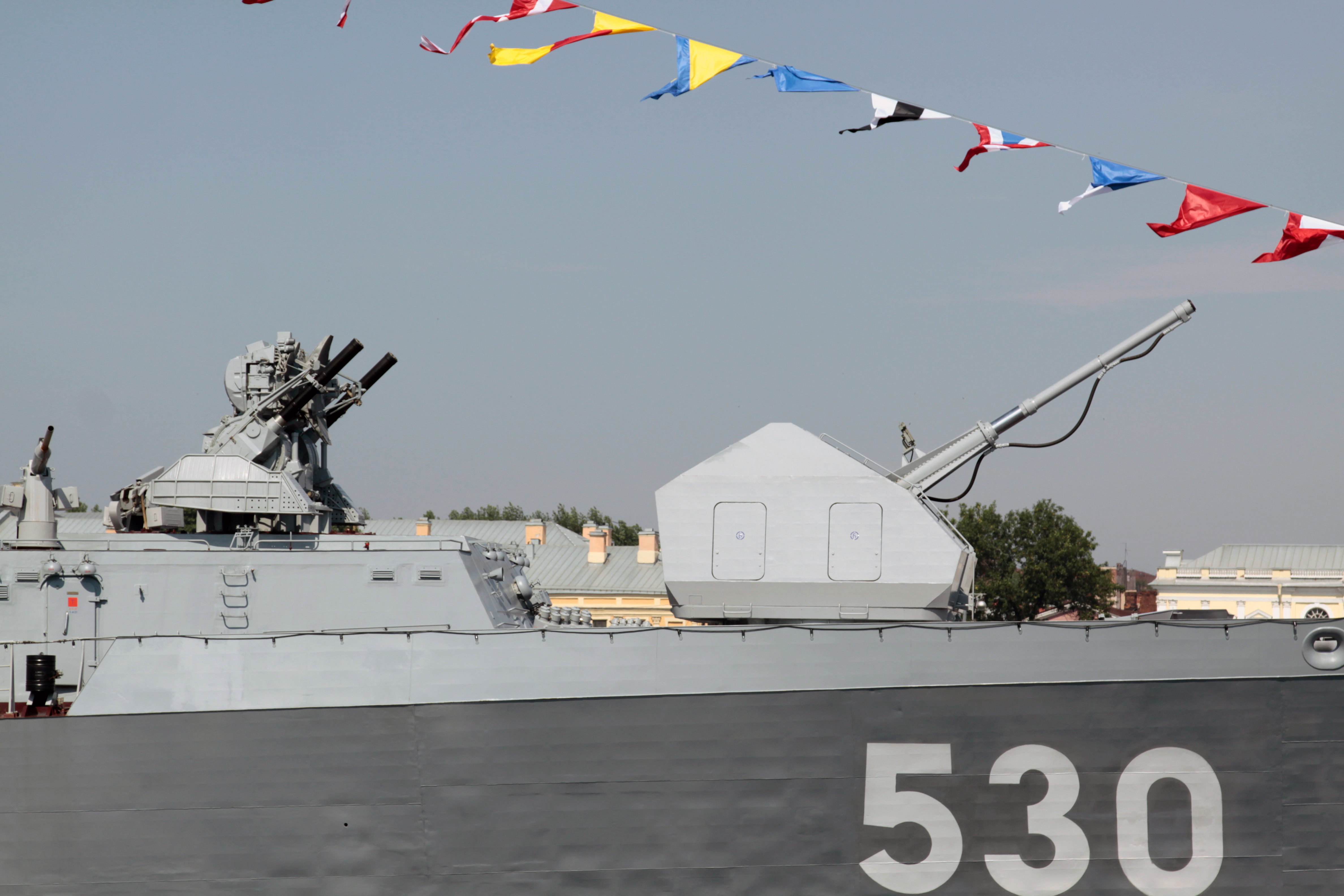
Příďový 100mm kanón A-190 a modul systému Kortik-A (rakety jsou ukryty pod palubou)

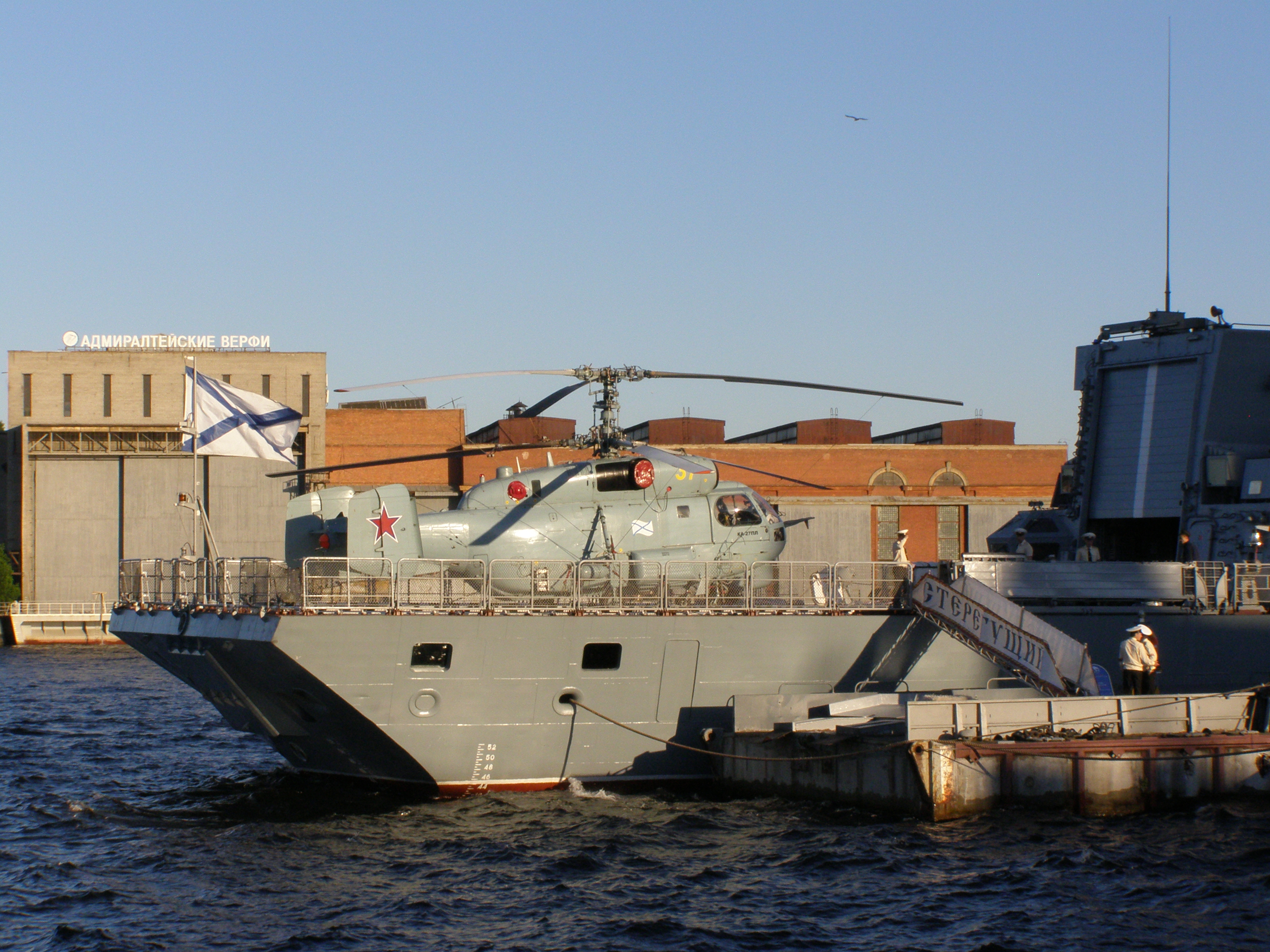
Protiponorkový vrtulník Ka-27PL na zádi korvety Stěreguščij

Hlavňovou výzbroj představuje 100mm kanón Arsenal A-190 umístěný ve speciálně tvarované dělové věži na přídi. Kanón má kadenci 80 ran/min a dostřel 21 km. Za dělovou věží se nachází jeden hybridní obranný systém Kortik-M (v kódu NATO CADS-N-1), jehož modul tvoří blok senzorů, dva 30mm kanóny a řízené střely 9M311. Zásoba munice systému Kortik je 3 000 nábojů a 32 řízených střel. Protivzdušnou obranu doplňují dva hlavňové systémy AK-630M, umístěné po stranách komínu. Každý disponuje 3 000 náboji.
Raketovou údernou výzbroj korvet tvoří dva čtyřnásobné odpalovací kontejnery 3S-24 pro protilodní střely Ch-35 Uran (v kódu NATO SS-N-25). Kontejnery jsou umístěny mezi hlavní nástavbou a komínem. Obdélníkové kryty po stranách hangáru kryjí dva otočné čtyřnásobné 330mm torpédomety SM-588 systému Paket-NK, sloužícího k ničení ponorek i jejich útočících torpéd (pomocí antitorpéd). Posádka má palubě i nějaké ruční zbraně, včetně osmi z ramene vypouštěných protiletadlových raketových kompletů 9K38 Igla. Na zádi je přistávací plocha a hangár pro jeden průzkumný a protiponorkový vrtulník Ka-27PL.

### Pohonný systém
Zdrojem elektrické energie pro palubní systémy jsou čtyři dieselgenerátory 22-26DG, každý o výkonu 630 kW. Pohonný systém je koncepce CODAD. Tvoří ho dvě jednotky DDA-12000, z nichž každá roztáčí pětilistý lodní šroub. Každou jednotku tvoří dva diesely 16D49, každý o výkonu 4 285 kW a převodové ústrojí. Spaliny jsou odváděny jedním komínem, vybaveným zařízením pro jejich ochlazování. Nejvyšší rychlost korvet dosahuje 27 uzlů. Dosah je 3 500 námořních mil při ekonomické rychlosti 14 uzlů.

## Varianty

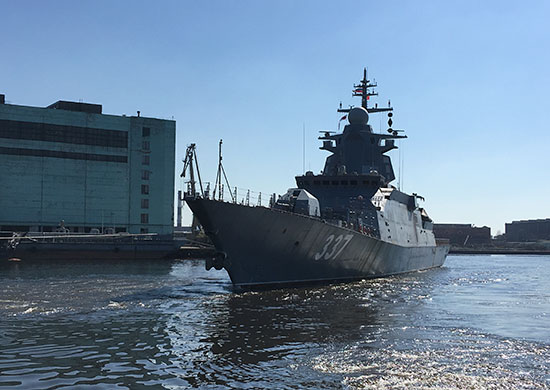
Gremjaščij (projekt 20385)

- Projekt 20380 – Prototypové plavidlo, postavené v jediném kuse. Jeho slabinou jsou nedostatečné schopnosti v boji proti vzdušným cílům, což vedlo k urychlenému přechodu výroby na korvety Projektu 20381.[21]
- Projekt 20381 – Počínaje druhým kusem korvety postrádají obranný systém Kortik, na jehož místě byl instalován výkonnější protiletadlový systém Redut. Ten tvoří 12 vertikálních vypouštěcích sil pro protiletadlové řízené střely 9M96.[3]
- Projekt 20385 – Výrazněji upravená přepracovaná verze korvet. Jejich trup je prodloužen a získaný prostor je využit pro instalaci dvojnásobného postu vertikálních vypouštěcích sil systému Redut, který se přesunul na záď k přistávací ploše vrtulníků. Celkem tak korvety ponesou 16 střel. Na uvolněné místo za dělovou věží se přitom přesunou protilodní střely, které budou nově typu Oniks či Kalibr (perspektivně též vyvíjené střely Zirkon). Střely budou umístěny v ruském osminásobném vertikálním vypouštěcím silu UKSK.[3]

## Služba
V červnu 2025 se korveta Bojkij při návratu ze západní Afriky doprovodila Lamanšským průlivem tankery Naxos a Sierra považované za součást ruské stínové flotily, sloužící k obcházení mezinárodních sankcí. Tanker Naxos před průlivem čekal dva dny, než se připojil kolem 16. června 2025 ke korvetě a tankeru Sierra. Oblast průlivu skupina proplula 22. června 2025, ale plavidla zůstala pohromadě až po Dánské úžiny. Je to první zaznamenaný případ doprovodu stínových tankerů ruským námořnictvem. Rusko tím pravděpodobně reagovalo na opatření, která měla působení jejich stínové flotily omezit.